# Топологія відкритого розширення
Нехай (X,τ) — топологічний простір, {\displaystyle p\notin X} і {\displaystyle X^{*}\ =X\cup } {p}. Тоді топологія τ*={X*} {\displaystyle \cup }τ називається топологією відкритого розширення на X*.

## Властивості
- Точковилучена топологія є відкритим розширенням дискретної топології.
- X* є компактним, зв'язним і ультразв'язним простором.
- X* є сепарабельним, задовольняє першу або другу аксіому зліченності тоді й лише тоді, коли Х сепарабельний, задовольняє першу або другу аксіому зліченності відповідно.
- X* є {\displaystyle T_{0}}-простором в тому й лише в тому разі, коли Х є {\displaystyle T_{0}}-простором. Х* не є простором {\displaystyle T_{1}} і відповідно {\displaystyle T_{2}}, {\displaystyle T_{3}}-простором. Х* є {\displaystyle T_{4}}-простором. Х* є {\displaystyle T_{5}}-простором тоді й лише тоді, коли Х є {\displaystyle T_{5}}-простором.
- Відкрите розширення точковмісної топології є {\displaystyle T_{0}} і {\displaystyle T_{4}}, але не {\displaystyle T_{1}} і {\displaystyle T_{5}}-простором.